# Svjetski kup u američkom nogometu
Svjetski kup u američkom nogometu se održava svake četvrte godine od 1999. godine. Prva mjesta su uvjerljivo osvajale momčadi iz Japana i Meksika. Natjecanje organizira International Federation of American Football (hrv. Međunarodna federacija za američki nogomet).
| Godina | Domaćin          | Zlato | Srebro  | Bronca   |
| ------ | ---------------- | ----- | ------- | -------- |
| 2015.  | domaćin Švedska  |       |         |          |
| 2011.  | domaćin Austrija | SAD   | Kanada  | Japan    |
| 2007.  | domaćin Japan    | SAD   | Japan   | Njemačka |
| 2003.  | domaćin Njemačka | Japan | Meksiko | Njemačka |
| 1999.  | domaćin Italija  | Japan | Meksiko | Švedska  |

## Poveznice
- ifaf.org - International Federation of American Football  Arhivirana inačica izvorne stranice od 5. srpnja 2015. (Wayback Machine)